# Cucurbiteae
Cucurbiteae — триба підродини Cucurbitoideae, яка є частиною квіткових рослин родини Гарбузові (Cucurbitaceae). Види, як правило, однодомні трав'янисті однорічники або деревні ліани.
Триба складається з 13 родів, але дослідження 2011 року, засноване на генетиці, повідомило про 11. Представники роду Cucurbita дають господарсько цінні плоди, а саме кабачки та гарбузи.

## Роди
Роди такі:
- Abobra
- Calycophysum
- Cayaponia
- Cionosicys
- Cucurbita
- Penelopeia (synonym Anacaona)
- Peponopsis
- Polyclathra
- Schizocarpum
- Selysia
- Sicana
- Tecunumania